# Врбиця (річка)
Врбіца (словац. Vrbica) — річка в Словаччині, ліва притока Миславського потоку, протікає в окрузі Кошиці-околиця.
Довжина приблизно 5,4—6,2 км. Витік знаходиться в масиві Воловські гори (Койшовська Голя) на висоті близько 625 метрів. Протікає територією сіл Вишній Клатов і Нижній Клатов.
Впадає в Миславський потік на висоті близько 300—305 метрів.